# Albert Schäffle

Albert Schäffle

Albert Eberhard Friedrich Schäffle (* 24. Februar 1831 in Nürtingen; † 25. Dezember 1903 in Stuttgart) war ein deutscher Volkswirtschaftler, Soziologe und Publizist.

## Leben und Beruf
Nach dem Besuch der Lateinschule in Nürtingen war Albert Schäffle nach Bestehen des Landesexamens 1844 bis 1848 am Evangelisch-theologischen Seminar in Schöntal. Ab 1848 studierte er Theologie am Tübinger Stift, wurde jedoch 1849 nach Unterstützung des badischen Aufstands zwangsexmatrikuliert. Nach einer kurzen Episode von 1849 bis 1850 als Privatlehrer trat er 1850 in die Redaktion des Schwäbischen Merkur ein, der er bis 1860 angehörte. 1855 legte er die höhere Verwaltungsdienstprüfung ab. Nebenher bildete er sich weiter, promovierte 1856 an der Staatswissenschaftlichen Fakultät der Universität Tübingen und wurde 1860 Professor der Volkswirtschaft in Tübingen. 1868 nahm Schäffle eine Professur für Politikwissenschaft an der Universität Wien an, die er aufgab, als er im Februar 1871 von Kaiser Franz Joseph als Minister in der österreichischen Regierung berufen wurde. Nach seinem Rücktrittsgesuch und der danach erfolgten Demission am 30. Oktober 1871 kehrte Schäffle mit 41 Jahren im Mai 1872 nach Württemberg zurück, erst nach Cannstatt, später dann nach Stuttgart, wo er bis zu seinem Lebensende als freiberuflicher Wissenschaftler in den Bereichen Staatswissenschaften und Politischer Ökonomie forschte und publizierte. Viele seiner staatswissenschaftlichen Werke wie z. B. „Bau und Leben des Sozialen Körpers“ (1875) und seine sozialpolitischen Veröffentlichungen z. B. „Kapitalismus und Sozialismus“ (1870) und „Die Quintessenz des Sozialismus“ (1874) wurden mehrfach wiederaufgelegt und in die wichtigsten europäischen Sprachen übersetzt.

## Politik

Albert Schäffle

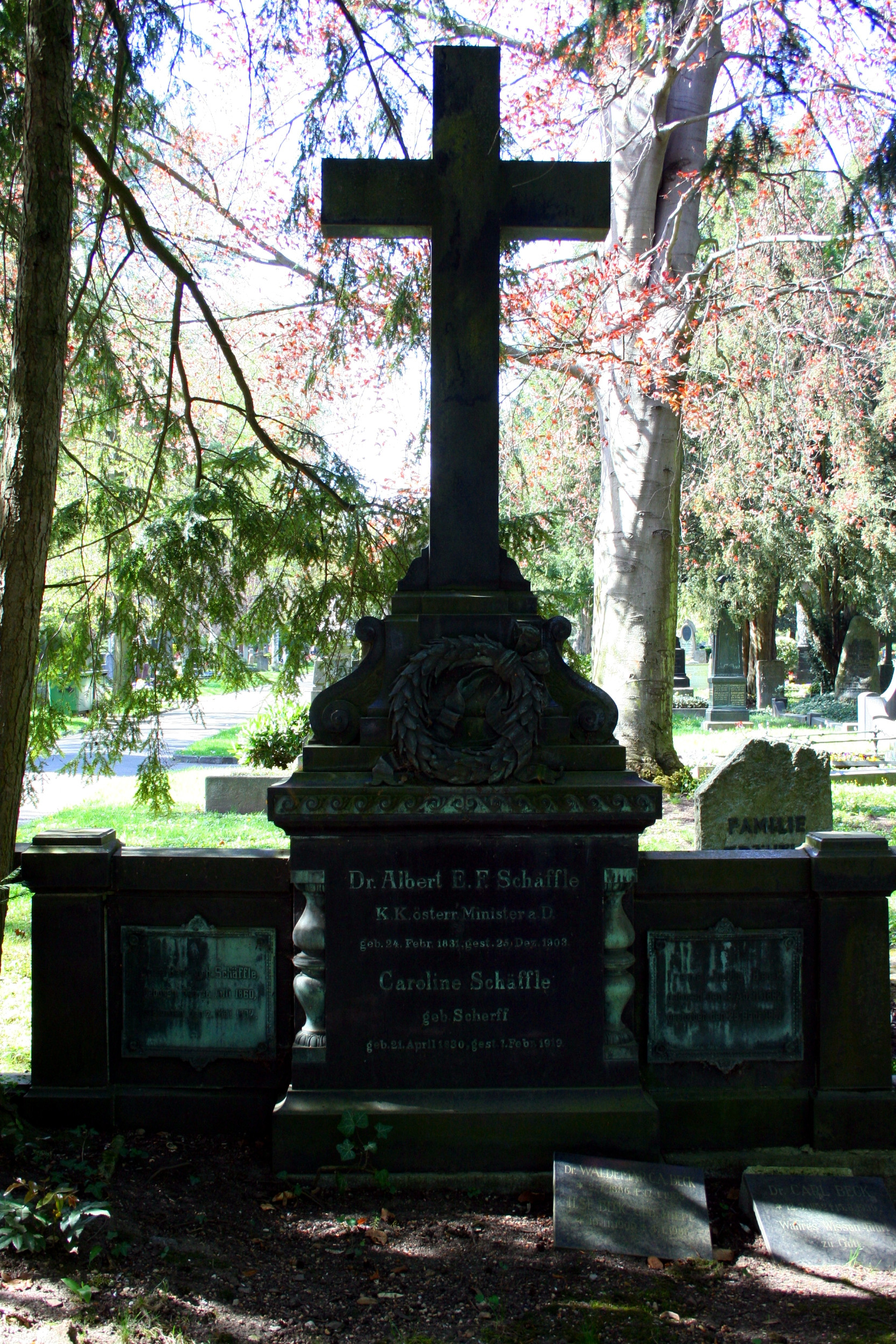
Grab auf dem Pragfriedhof Stuttgart

Von 1862 bis 1865 gehörte er dem württembergischen Landtag an, 1868 wurde er im Wahlkreis Württemberg 3 (Ulm, Laupheim, Biberach) ins deutsche Zollparlament gewählt.
Von Februar bis Oktober 1871 war er österreichischer Handels- und Ackerbauminister und bildete mit Karl Sigmund von Hohenwart das Kabinett Hohenwart-Schäffle. Über diese Tätigkeit schrieb er später: „An keinem Orte ist je so viel Raubgesindel vereinigt gewesen wie hier drunten.“ Von Anfang an war die neugebildete Regierung vor allem damit befasst, ob und wie dem Königreich Böhmen innerhalb der österreichisch-ungarischen Doppelmonarchie eine ähnliche Gleichstellung und verfassungsmäßige Repräsentation wie den Ungarn gegeben werden könnte, bei gleichzeitiger Sicherung der Rechte der deutschsprachigen Bevölkerungsminderheit in Böhmen gegenüber der tschechischsprachigen Mehrheit (Österreichisch-Tschechischer Ausgleich). Schäffle war in der Regierung federführend für die Verhandlungen in Prag bezüglich der zu schaffenden verfassungsrechtlichen Stellung des Königreichs Böhmen, die in den Fundamentalartikeln Ausdruck finden sollte. Als Ergänzung dazu hatte Schäffle zusammen mit František Ladislav Rieger noch ein Nationalitätengesetz ausgearbeitet. Es „sollte den beiden Nationalitäten in Böhmen sowohl individuelle, als auch kollektive Rechte zugestehen, niemand sollte wegen seiner Sprache oder Nationalität benachteiligt werden.“ Nachdem der österreichische Kaiser am 21. Oktober der geballten Opposition aus zentralistischen Kräften in Wien, der ungarischen Regierung, die kein Interesse an einer Änderung des österreich-ungarischen Dualismus hatte und der deutschsprachigen Minderheit in Böhmen, die trotz des Nationalitätengesetzes ihre Marginalisierung befürchtete, nachgegeben hatte und die Vertreter Böhmens zu Neuverhandlungen aufforderte, lehnten diese am 25. Oktober ab. Damit war der angestrebte Ausgleich gescheitert, und Schäffle reichte wie das gesamte Kabinett noch am selben Tag sein Entlassungsgesuch ein.
In den Jahren 1881/82 wirkte Schäffle maßgeblich an Bismarcks Sozialgesetzgebung mit, insbesondere bei der Schaffung einer Arbeiterversicherung.

## Bibliografie
- Die nationalökonomische Theorie der ausschließenden Absatzverhältnisse (1867)
- Kapitalismus und Sozialismus (1870)
- Das gesellschaftliche System der menschlichen Wirtschaft (1873; 2 Bände)
- Die Quintessenz des Sozialismus (1874) Digitalisat auf archive.org (PDF; 14 MB)
- Bau und Leben des sozialen Körpers (1875–78; 4 Bände)
- Encyklopädie der Staatslehre (1878)
- Grundsätze der Steuerpolitik (1880)
- Die Aussichtslosigkeit der Sozialdemokratie (1885)
- Gesammelte Aufsätze (1885–87; 2 Bände)
- Die Steuern (1895–1897, 2 Bände). Digitalisat
- Zur Lehre von den Handelskrisen. Erster Artikel, in: Zeitschrift für die gesamte Staatswissenschaft, 14 (1858), S. 402–470.
- Zum Kartellwesen und zur Kartellpolitik, in: Zeitschrift für die gesamte Staatswissenschaft, 54 (1898), S. 467–528.
- Die Handelskrisis von 1857 in Hamburg, mit besonderer Rücksicht auf das Bankwesen, in: Gesammelte Aufsätze, Band 2. Tübingen (1858/1886), S. 23–66.
- Aus meinem Leben (1905)
- Abriss der Soziologie (1906)

Zwischen 1860 und 1903 war Albert Schäffle Herausgeber der Zeitschrift für die gesamte Staatswissenschaft.

## Ehrungen
Die Städte Nürtingen, Stuttgart und Frankfurt am Main ehrten Albert Schäffle jeweils durch die Benennung einer Straße. Der Landkreis Esslingen benannte eine Berufliche Schule nach ihm (Albert-Schäffle-Schule Nürtingen).